# 二次救命処置
二次救命処置（にじきゅうめいしょち）とは、病院など設備の整った環境で、広範な患者に対して有資格者が行う救命処置である。この意味で、現場に居合わせた人が行う一次救命処置と異なる。
二次救命処置の代表格は二次心肺蘇生法(ACLS)である。ただし、二次救命処置の対象は「生命に危険のある病態」であって、心肺停止の有無を問わない。
日本では外傷初期診療ガイドライン日本版(JATEC)によって、一次救命処置および二次救命処置についてガイドラインが明確化されている。